# إنديانابوليس 500 سنة 1962
سباق إنديانا بوليس -500 ميل 1962 أقيم في حلبة إنديانابوليس موتور سبيدواي في 30 مايو 1962 وفاز في السباق رودجر وارد من فريق ليدر كاردز بمتوسط سرعة 140.293 ميل/س (225.780 كم/س).
وكان أول المنطلقين بارنالي جونز بسرعة 150.370 ميل/س (241.997 كم/س).